# Char 2C
Char 2C е френски тежък танк от Първата световна война, който по-късно е прекласифициран като свръхтежък танк. Това е най-големият танк произведен през войната.
Въпреки че първият танк влиза на въоръжение в хода на войната, той не взима участие в нея. Произведени са общо 10 бройки. Танкът е на въоръжение във Франция до началото на Втората световна война, но дотогава вече е морално остарял. Шестте оцелели образеца през 1940 г. се транспортират с влак до фронта, когато влакът е блокиран, а екипажът на танковете ги унищожава, преди да участват в сражение.